# Senat Koschnick II
Der Senat Koschnick II amtierte vom 15. Dezember 1971 bis 3. November 1975 als Bremer Landesregierung.
| Amt                                                   | Name                          | Partei | Partei |
| ----------------------------------------------------- | ----------------------------- | ------ | ------ |
| Bremer Bürgermeister und Präsident des Senats         | Hans Koschnick                |        | SPD    |
| Stellvertretender Präsident des Senats, Bürgermeister | Annemarie Mevissen            | SPD    |        |
| Stellvertretender Präsident des Senats, Bürgermeister | Walter Franke ab 5. März 1975 | SPD    |        |
| Inneres                                               | Helmut Fröhlich               | SPD    |        |
| Rechtspflege und Strafvollzug                         | Wolfgang Kahrs                | SPD    |        |
| Finanzen                                              | Oskar Schulz                  | SPD    |        |
| Bau                                                   | Hans Stefan Seifriz           | SPD    |        |
| Häfen, Schifffahrt und Verkehr                        | Oswald Brinkmann              | SPD    |        |
| Wirtschaft, Arbeit und Außenhandel                    | Karl-Heinz Jantzen            | SPD    |        |
| Gesundheit und Umweltschutz                           | Albert Müller                 | SPD    |        |
| Bildung, Wissenschaft und Kunst                       | Moritz Thape                  | SPD    |        |
| Soziales, Jugend und Sport                            | Annemarie Mevissen            | SPD    |        |
| Soziales, Jugend und Sport                            | Walter Franke ab 5. März 1975 | SPD    |        |
| Bundesangelegenheiten                                 | Karl Willms                   | SPD    |        |